# José María Bustillo (Honduras)
José María Bustillo (n. Honduras), fue un militar y político de inclinación conservadora, y fue el jefe de Estado Provisorio de Honduras entre el 10 de septiembre al 1 de octubre de 1835. Presidente Provisional de Honduras entre el 20 - 27 de agosto de 1839.

## Biografía
Josué María Bustillo, No se tiene fecha de nacimiento; falleció en 1855 en  Comayagua, Honduras, contrajo matrimonio con Petrona Vásquez Alcántara 
- 1835: Jefe de Estado Provisorio.
- 1838-1839: Vicepresidente de gobierno.
- 1839: Presidente provisional de Honduras
- 1839-1840: Ministro de Guerra.
- 1853-1855: Magistrado de la Corte de Comayagua.

## Jefatura de Estado Provisoría
Siendo Jefe de Estado de Honduras el general Joaquín Rivera, por motivos de salud designa a José María Bustillo en su calidad de representante del pueblo y consejero para que ejerza funciones de Jefe de Estado Provisional por cuanto Rivera se ausentaría en el período comprendido entre 10 de septiembre al 1 de octubre de 1835, debido a que el Teniente general Francisco Ferrera no gozaba de su confianza plena, por motivo de los sucesos ocurridos en Namasigüe en enero de 1834, cuando fueron capturados soldados salvadoreños en la localidad de San Bernardino.

## Presidencia Provisional
Sucedió que el presidente en funciones Juan Francisco de Molina abandono la administración del estado, debido a la derrota de los ejércitos de Nicaragua y Honduras contra El Salvador el 5 de abril de 1839, los ejércitos salvadoreños al mando del General unionista Francisco Morazán no tenía vacilaciones; Molina dejó el poder a su Consejero Felipe Neri Medina Valderas Córdova, quien dos días después lo entregaría a Juan José Alvarado un 15 de abril y éste a los doce días (27 de abril) lo depositó en José María Guerrero; por cuanto, Honduras se encontraba acéfalo. Hasta que la Asamblea legislativa al no convocar para elecciones, el 9 de agosto de 1839 designa a José María Bustillo como Presidente provisional, debido a que ejercía de Ministro de Guerra y que el vicepresidente Mariano Garrigó no aceptara el asumir dicho cargo, en un país tenso en hostilidades tanto unionistas como conservadoras; siete días después de haber tomado su cargo renuncia a la presidencia y el coronel Andrés Brito de Comandante de Armas, la Cámara de representantes vota para que el general José Francisco Zelaya y Ayes sea el Presidente provisional, debido a sus cualidades de liderazgo, pero no se encontraba en la capital por razones bélicas. El 24 de agosto de 1839 el general José Trinidad Cabañas había tomado la ciudad capital Comayagua con un enorme ejército proveniente de El Salvador y tres días después el 27 de agosto de 1839 el Consejo de Ministros encabezado por los señores Mónico Bueso Soto y Francisco de Aguilar (político) toman posesión de la administración, para luego que la Asamblea decretara la designación en el General Zelaya y Ayes.
Bustillo, continuó con sus labores como Ministro de Guerra hasta enero de 1840 y seguidamente en sus negocios particulares, hasta el gobierno del general José Trinidad cabañas cuando es nombrado Magistrado de la Corte de la ciudad de Comayagua en 1853.